# Bismarcksteg
Der Bismarcksteg ist eine Fußgängerbrücke über die Wupper im Wuppertaler Stadtteil Elberfeld. Sie gehört zum Innenstadtbereich Elberfelds und verbindet die nördlich der Wupper gelegene Straße Schlossbleiche an der Ecke zum Wall mit dem südlichen linken Flussufer mit der Straße Islandufer auf der Höhe der Stadtsparkasse mit dem Sparkassenhochhaus. Die zierliche Brücke ist im Jugendstil gebaut und mit schmiedeeisernen Torbögen versehen.
Benannt wurde die Brücke am 31. Oktober 1905 nach dem ersten Reichskanzler des Deutschen Reiches Otto von Bismarck (1815–1898).
Wegen Baufälligkeit wurde sie in den vergangenen Jahren restauriert. Eine Einstufung als Baudenkmal ist in Bearbeitung.

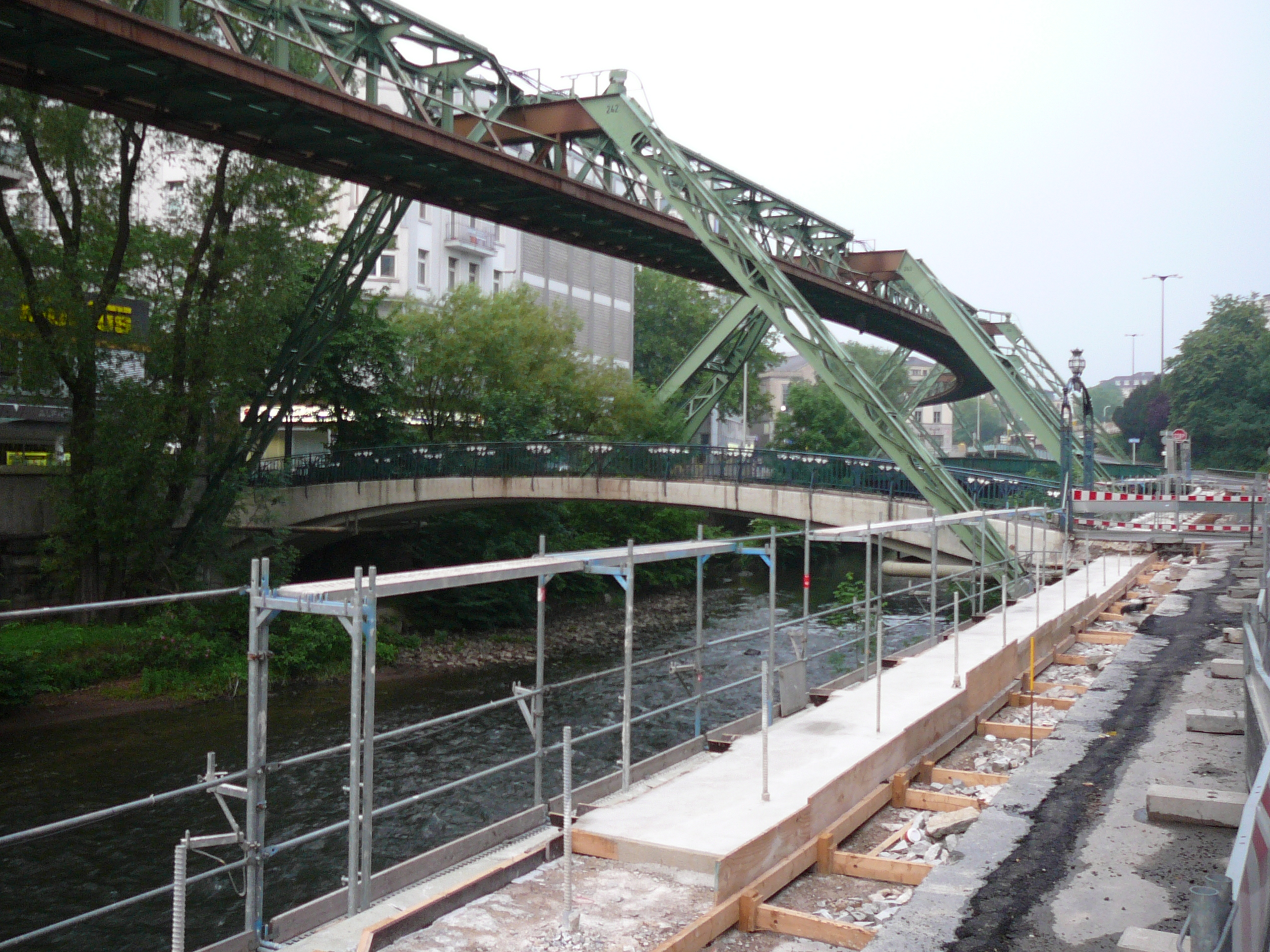
Der Bismarcksteg im Frühjahr 2007, als das Islandufer neu gestaltet wurde
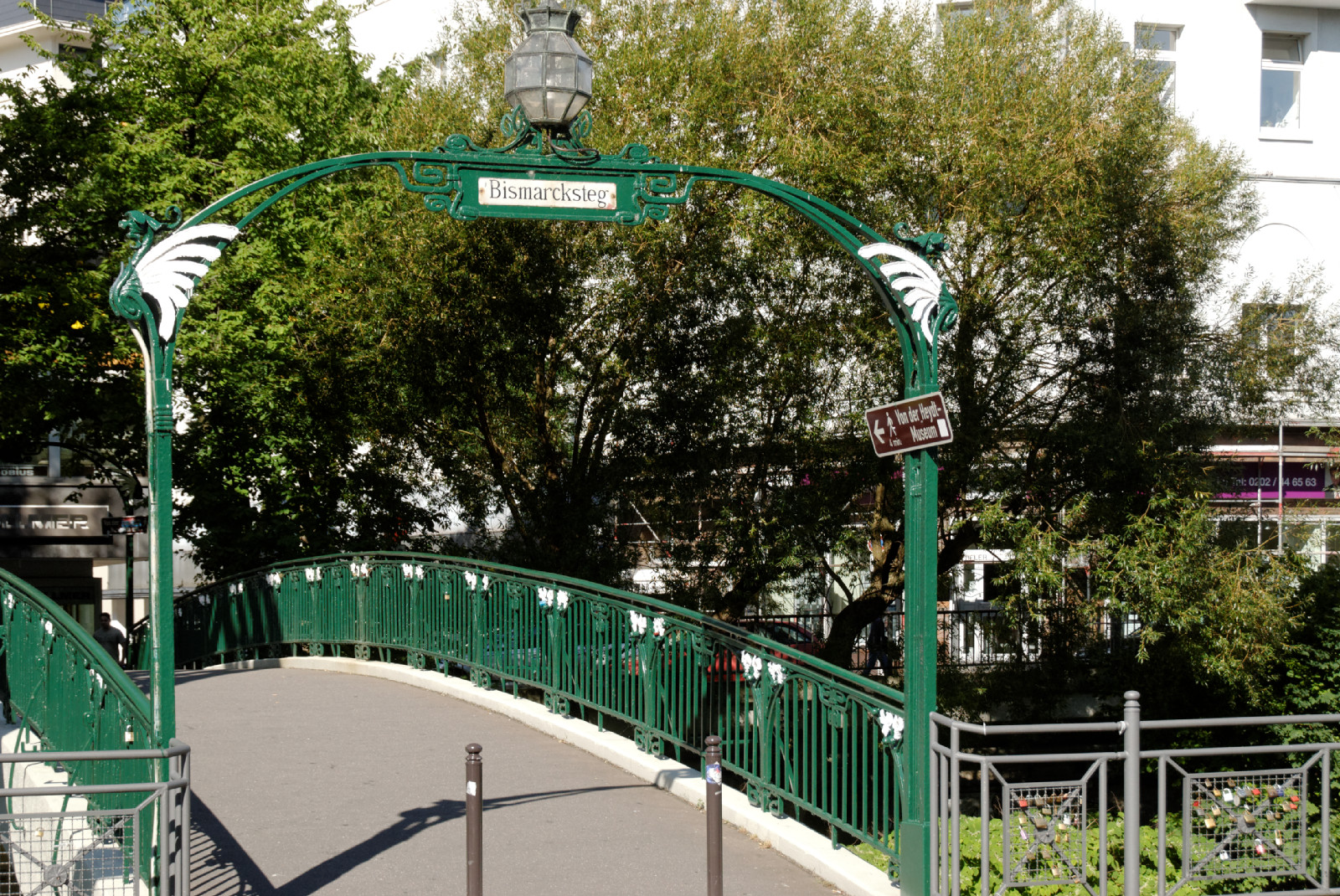
Der Bismarcksteg mit einem Namensschild am Torbogen